# Рас-Таннура
Рас-Таннура (араб. رأس تنورة‎) — город в Саудовской Аравии, в Восточной провинции. Население — 62 069 чел. (2010). Город является важнейшим нефтяным портом и конечным пунктом нефтепроводов, перекачивающих нефть, добытую на месторождениях Персидского залива.

## География

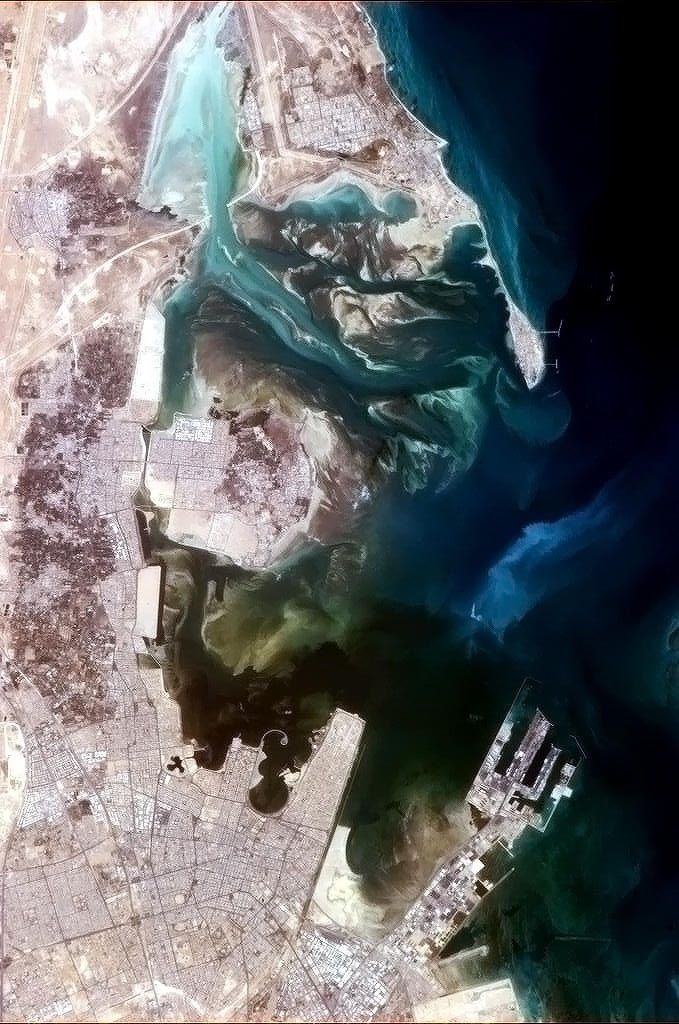
Спутниковый снимок. Вверху, на полуострове, находится Рас-Таннура. К юго-западу и югу от города — Сайхат, Эль-Катиф, остров Тарут и Даммам.

Рас-Таннура находится на востоке Саудовской Аравии, на мысе, выдающемся в Персидский залив. В переводе с арабского название города означает «мыс жары».
Климат очень жаркий и засушливый, осадков выпадает совсем мало.
| Показатель                                                          | Янв. | Фев. | Март | Апр. | Май  | Июнь | Июль | Авг. | Сен. | Окт. | Нояб. | Дек. | Год  |
| ------------------------------------------------------------------- | ---- | ---- | ---- | ---- | ---- | ---- | ---- | ---- | ---- | ---- | ----- | ---- | ---- |
| Абсолютный максимум, °C                                             | 19,6 | 21,6 | 25,6 | 30,0 | 34,6 | 36,8 | 38,1 | 37,4 | 36,1 | 31,9 | 26,7  | 22,2 | 30,1 |
| Средняя температура, °C                                             | 15,6 | 16,9 | 20,4 | 25,0 | 29,8 | 32,5 | 34,3 | 33,7 | 31,9 | 27,6 | 22,3  | 17,7 | 25,6 |
| Абсолютный минимум, °C                                              | 11,7 | 12,3 | 15,2 | 20,1 | 25,0 | 28,3 | 30,6 | 30,1 | 27,8 | 23,3 | 17,9  | 13,2 | 21,3 |
| Норма осадков, мм                                                   | 18   | 20   | 16   | 9    | 0    | 0    | 0    | 0    | 0    | 0    | 9     | 10   | 73   |
| Источник: Ras Tanura, Saudi Arabia. Дата обращения: 1 февраля 2018. |      |      |      |      |      |      |      |      |      |      |       |      |      |

К северу расположен ещё один центр нефтяной промышленности страны — Эль-Джубайль.

## Экономика

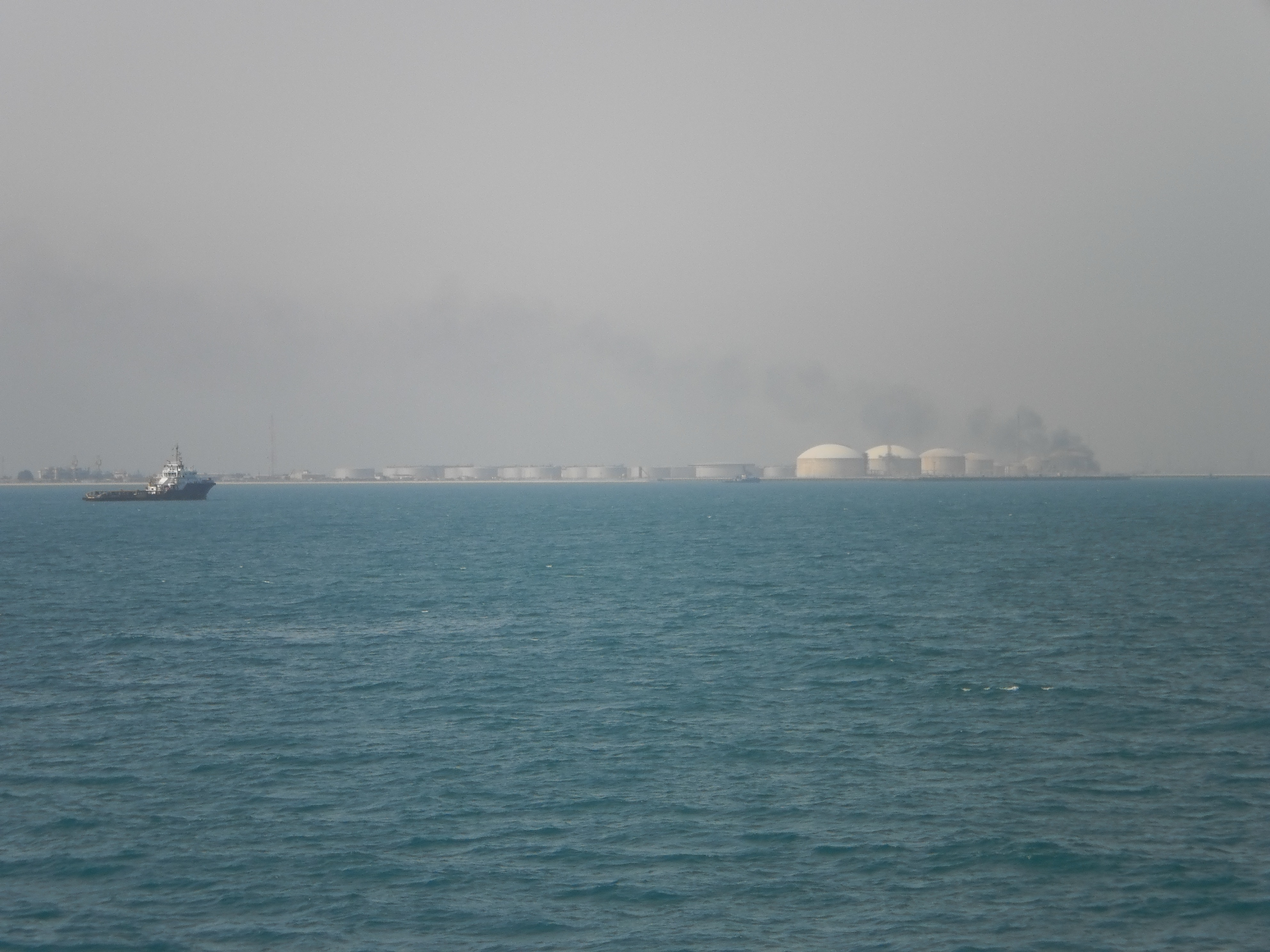
Нефтяные цистерны в порту.

Основой местной экономики являются нефтедобывающий и нефтеперерабатывающий секторы. Поблизости от города, в водах Персидского залива расположены места добычи нефти на крупнейших месторождениях, таких, как, например, Абу-Сафа. «Чёрное золото» с месторождений переправляется в нефтеналивной терминал Рас-Таннуры. Развитием местной нефтяной промышленности занимается «Сауди Арамко». Эта же компания владеет местным центром подготовки промышленных кадров и госпиталем.

## Транспорт
Развитая система трубопроводов благодаря нефтяной промышленности. С помощью автомобильной трассы соединён с шоссе Дахран — Эль-Джубайль, соединяющим два центра нефтяных разработок.
В городе есть небольшой аэропорт, осуществляющий рейсы компании «Сауди Арамко», в основном, вертолётами. Гражданские рейсы направляются в аэропорт имени короля Фахда в Даммаме (40-50 км от Рас-Таннуры).

## Население
По данным переписи 2010 года, население Рас-Таннуры составило 62 069 чел. Из них: мужчин — 41 833, женщин — 20 236 чел. Большой перепад в пользу мужчин связан с особенностями местной экономики — очень много работников порта и нефтеперерабатывающего сектора. В основном, этот перекос формируется за счёт гастарбайтеров: в городе 36 087 иностранцев и только 25 982 саудовца. Среди саудовцев мужчин в городе — 19 432, женщин — 16 655 чел. Среди иностранцев: мужчин — 22 401, женщин — только 3581 чел.